# Дискографија Ине
Дискографија Ине, румунске певачице, комплетан је списак њених издатих синглова, албума и видеа којих је издало више издавачких кућа. У својој досадашњој каријери издала је седам студијских албума, три компилације, један видео албум, седамдесет-шест синглова (од тога тридесет синглова као главни извођач, четрнаест као гостујући извођач и тридесет-два промоциона сингла) и педесет-седам видео спотова. Инин јутјуб канал је закључно са јулом 2017. године бројао изненађујуће две милијарде прегледа. Осамнаест њених синглова су ушли у топ десет на топ-листи у Румунији, заједно са сингловима Hot, Amazing и Diggy Down које су биле на врху државне топ-листе синглова 2008, 2009. и 2015. године константно. Са глобалном продајом албума од четири милиона примерака за само прва три издата албума, Ина је постала најпродаванији румунски извођач.
Певачица је своју каријеру започела објављивањем свог дебитантског сингла Hot којег су продуцирали трио из њене државе Play & Win 2008. године. Остварујући успех уласком у топ двадесет на више разних топ-листа, Ина је забележила комерцијални успех широм света остваривши златни сертификат у Италији, сребрни у Уједињеном Краљевству и платинумски сертификат у Шпанији. Током 2009. и почетком 2010. године објавила је још четири сингла са свог дебитантског студијског албума Hot (2009), који је био продат у пола милиона примерака широм света. Сингл Amazing који је објављен на студијском албуму Hot попео се на врх топ-листе Romanian Top 100, док је сингл "10 Minutes" обележио четврти Инин улазак на топ десет листе у Француској. Инин наредни студијски албум, I Am the Club Rocker, био је доступан у продаји током 2011. године, који је укључио Инину колаборацију са америчким хип-хоп извођачем Фло Рајдом и шпанским певачем Хуаном Маганом за песме Club Rocker односно Un Momento. Главни сингл на том албуму, Sun Is Up, био је сертификован златним издањем у Италији и Швајцарској и сребрним у Уједињеном Краљевству. Претходно поменути сингл је био на седамнаестом месту најпродаванијих синглова у Француској за 2011. годину остваривши продају више од сто хиљада продатих примерака широм Француске.
Издавачка кућа Ротон издала је певачицин трећи студијски албум Party Never Ends, у марту 2013. године. Румунска верзија сингла Crazy Sexy Wild, Tu şi eu, се позиционирала на месту број пет у Румунији. Сингл More than Friends, у колаборацији са америчким регетон извођач Дедијем Јанкијем, се позиционирао на месту број седам у Шпанији и био је сертификован златним издањем за видео прегледе којих је било четири милиона. Године 2015, Ина је објавила свој четврти епонимски студијски албум и јапанску истоветну верзију студијског албума под називом Body and the Sun. Први издати сингл са претходно поменутог албума, Cola Song, урађен је у колаборацији са колумбијским регетон певачем Џејом Балвином који је на синглу био гостујући вокал. Песма је доживела комерцијални успех у Европи и била је сертификована платинумским издањем у Шпанији. Diggy Down је био први сингл са албума Inna који је био на самом врху топ-листа у њеној родној држави којег је пратио сингл Bop Bop на месту број два. Ина је у наредном периоду издала четири сингла Heaven (2016), Gimme Gimme (2017), Ruleta (2017) и Nirvana (2017) који су доживели комерцијални успех у неколико европских држава. Последња три од четири побројаних синглова су објављени на њеном петом студијском албуму, 2017. године, који носи назив Nirvana. Године 2018, Ина је издала четири сингла Me Gusta, Pentru că, No Help и Ra. Синглом Ra, којег је објавила 2. новембра 2018. године, је најавила издавање њеног шестог студијског албума који носи радни наслов Yo а издаће га америчка издавачка кућа Рок Нејшн и биће у потпуности на шпанском језику.

## Албуми

### Студијски албуми
| Наслов | Детаљи албума | Позиције на топ-листама | Позиције на топ-листама | Позиције на топ-листама | Позиције на топ-листама | Позиције на топ-листама | Позиције на топ-листама | Позиције на топ-листама | Позиције на топ-листама | Позиције на топ-листама | Позиције на топ-листама | Број продатих примерака     | Сертификати                        |
| Наслов | Детаљи албума | БЕЛ (Фландрија)         | БЕЛ (Валонија)          | ЧЕШ                     | ФРА                     | ЈАП                     | МЕК                     | ХОЛ                     | ПОЉ                     | ШПА                     | УК                      | Број продатих примерака     | Сертификати                        |
| --- | --- | ----------------------- | ----------------------- | ----------------------- | ----------------------- | ----------------------- | ----------------------- | ----------------------- | ----------------------- | ----------------------- | ----------------------- | --------------------------- | ---------------------------------- |
| Hot | - Датум објављивања: 4. август 2009. година - Издавачка кућа: Меџик - Формат(и): CD, дигитални даунлоуд           | 37                      | 14                      | 7                       | 9                       | —                       | 54                      | 68                      | 28                      | 77                      | 32                      | - ШС: 500.000 - ПОЉ: 20.000 | - UPFR: златни - SNEP: платинумски |
| I Am the Club Rocker                                                                                      | - Датум објављивања: 19. септембар 2011. година - Издавачка кућа: Ротон - Формат(и): CD, дигитални даунлоуд       | —                       | 15                      | 12                      | 23                      | 45                      | 8                       | —                       | —                       | —                       | —                       | - ФРА: 15.000 - ЈАП: 7.691  | - ZPAV: златни                     |
| Party Never Ends                                                                                          | - Датум објављивања: 4. март 2013. година - Издавачка кућа: Ротон - Формат(и): CD, дигитални даунлоуд             | —                       | —                       | —                       | —                       | 88                      | 10                      | —                       | —                       | —                       | —                       | - ЈАП: 6.967                |                                    |
| Inna | - Датум објављивања: 30. октобар 2015. година - Издавачка кућа: Емпајр, Ротон - Формат(и): CD, дигитални даунлоуд | —                       | —                       | —                       | —                       | 157                     | 45                      | —                       | —                       | —                       | —                       | - ЈАП: 760                  |                                    |
| Nirvana                                                                                                   | - Датум објављивања: 11. децембар 2017. година - Издавачка кућа: Глобал, ЈМГ - Формат(и): CD, дигитални даунлоуд  | —                       | —                       | —                       | —                       | —                       | —                       | —                       | —                       | —                       | —                       |                             |                                    |
| Yo | - Датум објављивања: 2019. година - Издавачка кућа: Рок Нејшн - Формат(и): CD, дигитални даунлоуд                 | Биће накнадно објављено | Биће накнадно објављено | Биће накнадно објављено | Биће накнадно објављено | Биће накнадно објављено | Биће накнадно објављено | Биће накнадно објављено | Биће накнадно објављено | Биће накнадно објављено | Биће накнадно објављено | Биће накнадно објављено     | Биће накнадно објављено            |
| "—" озачава издање које или није дебитовало на тој топ-листи или није дебитовало у тој држави/територији. | |                         |                         |                         |                         |                         |                         |                         |                         |                         |                         |                             |                                    |

### Компилације
| Наслов          | Детаљи албума                                                                                                   |
| --------------- | --- |
| Best Of         | - Датум објављивања: 18. децембар 2015. година - Издавачка кућа: Јуниверзал - Формат(и): CD, дигитални даунлоуд |
| Summer Hits     | - Датум објављивања: 16. јун 2017. година - Издавачка кућа: Ротон - Формат(и): дигитални даунлоуд               |
| 10 ans de Hits! | - Датум објављивања: 22. јун 2018. година - Издавачка кућа: MCA - Формат(и): CD, дигитални даунлоуд             |

## Синглови

### Као главни извођач
| "Hot"                                                                                               | 2008 | 1  | 3  | 6  | 80 | 33 | —  | 2   | 38 | 1  | 17 | 6  | - ФРА: 80.000 - ШПА: 65.000 - УК: 250.000 | - BPI: сребрни - FIMI: златни - PROMUSICAE: платинумски | Hot                                 |
| "Love"                                                                                              | 2009 | 4  | 8  | —  | —  | —  | —  | 144 | 5  | 31 | —  | —  |                                           |                                                         | Hot                                 |
| "Déjà Vu" (са Бобом Тејлором)                                                                       | 2009 | 7  | 16 | 6  | —  | —  | —  | 4   | 72 | 15 | 27 | 60 | - ФРА: 15.400                             |                                                         | Hot                                 |
| "Amazing"                                                                                           | 2009 | 1  | 49 | 2  | 36 | —  | —  | 3   | 41 | —  | 10 | 14 | - ФРА: 100.000                            |                                                         | Hot                                 |
| "10 Minutes" (дует са триом Play & Win)                                                             | 2010 | 11 | 10 | 8  | —  | —  | —  | 85  | 34 | —  | —  | —  |                                           |                                                         | Hot                                 |
| "Sun Is Up"                                                                                         | 2010 | 2  | 31 | 2  | 26 | 30 | —  | 3   | 20 | 22 | 3  | 15 | - ФРА: 125.000                            | - BPI: сребрни - FIMI: златни - IFPI ШВА: златни        | I Am the Club Rocker                |
| "Club Rocker" (дует са Фло Рајдом)                                                                  | 2011 | 42 | 39 | 32 | 55 | 89 | 55 | 46  | 11 | —  | 64 | —  |                                           |                                                         | I Am the Club Rocker                |
| "Un Momento" (дует са Хуаном Маганом)                                                               | 2011 | 12 | —  | 42 | —  | 88 | —  | 64  | 4  | 46 | —  | —  |                                           |                                                         | I Am the Club Rocker                |
| "Endless"                                                                                           | 2012 | 5  | 51 | —  | —  | —  | —  | 181 | 9  | —  | —  | —  |                                           |                                                         | I Am the Club Rocker                |
| "Wow"                                                                                               | 2012 | 10 | —  | —  | —  | —  | —  | 171 | —  | —  | —  | —  |                                           |                                                         | I Am the Club Rocker                |
| "Caliente"                                                                                          | 2012 | 84 | —  | —  | —  | 99 | —  | —   | —  | —  | —  | —  |                                           |                                                         | Party Never Ends                    |
| "Crazy Sexy Wild"                                                                                   | 2012 | 5  | —  | —  | —  | —  | 49 | —   | —  | —  | —  | —  |                                           |                                                         | Party Never Ends                    |
| "Inndia" (дует са триом Play & Win)                                                                 | 2012 | 10 | —  | —  | —  | —  | —  | —   | —  | —  | —  | —  |                                           |                                                         | Party Never Ends                    |
| "More than Friends" (дует са Дедијем Јанкијем)                                                      | 2013 | 20 | —  | 92 | —  | 52 | —  | —   | 5  | 7  | —  | —  |                                           |                                                         | Party Never Ends                    |
| "Be My Lover"                                                                                       | 2013 | —  | —  | —  | —  | —  | —  | —   | —  | —  | —  | —  |                                           |                                                         | Party Never Ends                    |
| "In Your Eyes" (дует са Јанделом)                                                                   | 2013 | 44 | —  | —  | —  | —  | —  | 144 | —  | 31 | —  | —  |                                           |                                                         | Party Never Ends                    |
| "Cola Song" (дует са Џеј Балвином)                                                                  | 2014 | 34 | 70 | —  | 77 | 93 | —  | 154 | 14 | 8  | 36 | —  |                                           | - PROMUSICAE: платинумски                               | Body and the Sun / Party Never Ends |
| "Good Time" (дует са Питбулом)                                                                      | 2014 | 67 | —  | —  | —  | —  | —  | 201 | —  | —  | —  | —  |                                           |                                                         | Body and the Sun / Party Never Ends |
| "Diggy Down" (дует са Маријаном Хилом)                                                              | 2014 | 1  | —  | —  | —  | —  | —  | 224 | —  | —  | —  | —  |                                           |                                                         | Inna / Body and the Sun             |
| "We Wanna" (са Александром Стан у дуету са Дедијем Јанкијем)                                        | 2015 | 59 | 72 | —  | —  | 60 | 72 | —   | 39 | 82 | —  | —  |                                           | - FIMI: златни                                          | Inna / Unlocked/ Alesta / Nirvana   |
| "Bop Bop" (дует са Ериком Тарнером)                                                                 | 2015 | 2  | —  | —  | —  | —  | —  | —   | —  | —  | —  | —  |                                           |                                                         | Inna / Body and the Sun             |
| "Yalla"                                                                                             | 2015 | 13 | —  | —  | —  | —  | —  | —   | —  | —  | —  | —  |                                           |                                                         | Inna / Body and the Sun             |
| "Rendez Vous"                                                                                       | 2016 | 45 | —  | —  | —  | —  | —  | —   | —  | —  | —  | —  |                                           |                                                         | Inna / Body and the Sun             |
| "Heaven"                                                                                            | 2016 | 4  | —  | —  | —  | —  | —  | 151 | —  | —  | —  | —  |                                           |                                                         | 10 ans de Hits!                     |
| "Gimme Gimme"                                                                                       | 2017 | 16 | —  | —  | —  | —  | —  | —   | —  | —  | —  | —  |                                           |                                                         | Nirvana                             |
| "Ruleta" (дует са Ериком)                                                                           | 2017 | 3  | —  | —  | —  | —  | —  | 684 | 27 | 45 | —  | —  |                                           |                                                         | Nirvana                             |
| "Nirvana"                                                                                           | 2017 | 2  | —  | —  | —  | —  | —  | —   | —  | —  | —  | —  |                                           |                                                         | Nirvana                             |
| "Me Gusta"                                                                                          | 2018 | 89 | —  | —  | —  | —  | —  | —   | —  | —  | —  | —  |                                           |                                                         | Нису синглови са албума             |
| "No Help"                                                                                           | 2018 | 65 | —  | —  | —  | —  | —  | —   | —  | —  | —  | —  |                                           |                                                         | Нису синглови са албума             |
| "Ra"                                                                                                | 2018 | —  | —  | —  | —  | —  | —  | —   | —  | —  | —  | —  |                                           |                                                         | Yo                                  |
| "—" озачава издање које или није дебитовало на тој топ-листи или није дебитовало на тој територији. |      |    |    |    |    |    |    |     |    |    |    |    |                                           |                                                         |                                     |

### Као гостујући извођач
| "Boom Boom" (Брајан Крос у дуету са Ином)                                                                  | 2013 | —  | — | —   | —  | Pop Star / Party Never Ends                     |
| "P.O.H.U.I." (Карлас Дримс у дуету са Ином)                                                                | 2013 | 3  | — | —   | —  | Da. Nu. Na. / Hobson's Choice/ Party Never Ends |
| "Everybody" (Ди-џеј Бобо и Ина)                                                                            | 2013 | —  | — | —   | 60 | Reloaded                                        |
| "Piñata 2014" (Андреас Шулер у дуету са Ином)                                                              | 2013 | —  | — | —   | —  | Russ Dekknavn 2014                              |
| "All the Things" (Питбул у дуету са Ином)                                                                  | 2013 | —  | — | —   | —  | Meltdown                                        |
| "Strigă!" (Пуја у дуету са Ином)                                                                           | 2014 | 2  | — | —   | —  | Није сингл са албума                            |
| "Fie ce-o fi" (Дара у дуету са Ином, Антонијом и Карлас Дримсом)                                           | 2014 | 55 | — | —   | —  | Није сингл са албума                            |
| "Summer in December" (Моранди у дуету са Ином)                                                             | 2014 | 80 | — | 133 | —  | Inna / Body and the Sun                         |
| "Mai stai" (Трај Суд Ест у дуету са Ином)                                                                  | 2015 | 25 | — | —   | —  | Није сингл са албума                            |
| "Show Me the Way" (Марко и Себа у дуету са Ином)                                                           | 2017 | 44 | — | —   | —  | Није сингл са албума                            |
| "Tu și eu" (Карлас Дримс у дуету са Ином)                                                                  | 2017 | 53 | — | —   | —  | Antiexemplu / Nirvana                           |
| "Fade Away" (Сем Фелд и Лаш и Сајмон у дуету са Ином)                                                      | 2017 | —  | — | 294 | —  | Није сингл са албума                            |
| "Nota de plată" (Ди Мотанс у дуету са Ином)                                                                | 2017 | 6  | — | —   | —  | My Gorgeous Drama Queens / Nirvana              |
| "Stay" (Даник у дуету са Ином)                                                                             | 2018 | —  | — | —   | —  | Није сингл са албума                            |
| "—" озачава издање које или није дебитовало на тој топ-листи или није дебитовало на тој држави/територији. |      |    |   |     |    |                                                 |

### Промотивни синглови
| "July"                                                                                              | 2009 | —  | —   | —   | I Am the Club Rocker                |
| "I Need You for Christmas"                                                                          | 2009 | —  | —   | 146 | Hot                                 |
| "No Limit"                                                                                          | 2010 | —  | —   | —   | I Am the Club Rocker                |
| "Señorita"                                                                                          | 2010 | —  | —   | —   | I Am the Club Rocker                |
| "Moon Girl"                                                                                         | 2010 | —  | —   | —   | I Am the Club Rocker                |
| "Ok"                                                                                                | 2012 | —  | 185 | —   | Party Never Ends                    |
| "Alright"                                                                                           | 2012 | —  | —   | —   | Party Never Ends                    |
| "Oare"                                                                                              | 2012 | —  | —   | —   | Није сингл са албума                |
| "J'adore"                                                                                           | 2012 | —  | —   | —   | Party Never Ends                    |
| "Spre mare"                                                                                         | 2013 | 19 | —   | —   | Party Never Ends                    |
| "Dame Tu Amor" (дует са Рејком)                                                                     | 2013 | —  | —   | —   | Party Never Ends                    |
| "Take Me Higher"                                                                                    | 2014 | —  | —   | —   | Body and the Sun / Party Never Ends |
| "Low"                                                                                               | 2014 | —  | —   | —   | Inna / Body and the Sun             |
| "Devil's Paradise"                                                                                  | 2014 | —  | —   | —   | Inna / Body and the Sun             |
| "Tell Me"                                                                                           | 2014 | —  | —   | —   | Inna / Body and the Sun             |
| "Body and the Sun"                                                                                  | 2014 | —  | —   | —   | Inna / Body and the Sun             |
| "Summer Days"                                                                                       | 2014 | —  | —   | —   | Није сингл са албума                |
| "Fata din rândul trei"                                                                              | 2014 | 33 | —   | —   | Није сингл са албума                |
| "Tu tens la força"                                                                                  | 2015 | —  | —   | —   | El Disc de La Marató 2015           |
| "Say It With Your Body"                                                                             | 2016 | —  | —   | —   | Није сингл са албума                |
| "Cum ar fi?"                                                                                        | 2016 | 33 | —   | —   | Nirvana                             |
| "Don't Mind"                                                                                        | 2017 | —  | —   | —   | Nirvana                             |
| "Tropical"                                                                                          | 2017 | —  | —   | —   | Nirvana                             |
| "Hands Up"                                                                                          | 2017 | —  | —   | —   | Nirvana                             |
| "My Dreams"                                                                                         | 2017 | —  | —   | —   | Nirvana                             |
| "Dream About the Ocean"                                                                             | 2017 | —  | —   | —   | Nirvana                             |
| "Lights"                                                                                            | 2017 | —  | —   | —   | Nirvana                             |
| "Pentru că" (дует са Ди Монтансима)                                                                 | 2018 | 3  | —   | —   | Није сингл са албума                |
| "Iguana"                                                                                            | 2018 | —  | —   | —   | Није сингл са албума                |
| "La Vida"                                                                                           | 2018 | —  | —   | —   | Није сингл са албума                |
| "Locura"                                                                                            | 2018 | —  | —   | —   | Није сингл са албума                |
| "Si, Mama"                                                                                          | 2018 | —  | —   | —   | Није сингл са албума                |
| "—" озачава издање које или није дебитовало на тој топ-листи или није дебитовало на тој територији. |      |    |     |     |                                     |

### Остали синглови
| Наслов | Година | Позиције на топ-листама | Позиције на топ-листама | Албум                |
| Наслов | Година | РУМ                     | ПОЉ                     | Албум                |
| --- | ------ | ----------------------- | ----------------------- | -------------------- |
| "Te rog" (Карлас Дримс са Ининим вокалима у песми)                                                         | 2015   | 1                       | —                       | Ngoc                 |
| "Call the Police" (као део Џи Грлса)                                                                       | 2016   | 64                      | 6                       | Није сингл са албума |
| "Milk & Honey" (као део Џи Грлса)                                                                          | 2017   | 67                      | —                       | Није сингл са албума |
| "—" озачава издање које или није дебитовало на тој топ-листи или није дебитовало на тој држави/територији. |        |                         |                         |                      |

## Видеографија
| Наслов                                 | Година | Главни извођач(и)     | Гостујући извођач(и)          | Продуцент(и)                                                |
| -------------------------------------- | ------ | --------------------- | ----------------------------- | ----------------------------------------------------------- |
| "Hot" (True Love Edit)                 | 2008   | Inna                  | Нема                          | Флорин Ботеа                                                |
| "Hot" (Dancing in the Dark Edit)       | 2008   | Inna                  | Нема                          | Флорин Ботеа                                                |
| "Love"                                 | 2009   | Inna                  | Нема                          | Богдан Барбулеску                                           |
| "Déjà Vu"                              | 2009   | Inna                  | Боб Тејлор                    | Том Боксер                                                  |
| "Amazing"                              | 2009   | Inna                  | Нема                          | Том Боксер                                                  |
| "I Need You for Christmas"             | 2009   | Inna                  | Нема                          | Том Боксер                                                  |
| "10 Minutes"                           | 2010   | Inna                  | Play & Win                    | Пол Бојд                                                    |
| "Sun Is Up"                            | 2010   | Inna                  | Нема                          | Алекс Херон                                                 |
| "Club Rocker"                          | 2011   | Inna                  | Нема                          | Алекс Херон                                                 |
| "Un Momento"                           | 2011   | Inna                  | Хуан Маган                    | Алекс Херон                                                 |
| "Endless"                              | 2011   | Inna                  | Нема                          | Алекс Херон                                                 |
| "Wow"                                  | 2012   | Inna                  | Нема                          | Алекс Херон                                                 |
| "Caliente"                             | 2012   | Inna                  | Нема                          | Хамид Бешири / Џон Перез                                    |
| "Crazy Sexy Wild"                      | 2012   | Inna                  | Нема                          | Едвард Анинару                                              |
| "Tu şi eu"                             | 2012   | Inna                  | Нема                          | Едвард Анинару                                              |
| "Inndia"                               | 2012   | Inna                  | Play & Win                    | Едвард Анинару                                              |
| "J'Adore" (Lyrics video)               | 2012   | Inna                  | Нема                          | Едвард Анинару                                              |
| "More than Friends"                    | 2013   | Inna                  | Нема                          | Едвард Анинару                                              |
| "More than Friends"                    | 2013   | Inna                  | Деди Јанки                    | Едвард Анинару                                              |
| "Dame Tu Amor"                         | 2013   | Inna                  | Рејк                          | Ина / Калид Моктар                                          |
| "P.O.H.U.I."                           | 2013   | Карлас Дримс          | Ина                           | Серги Барахин                                               |
| "Spre mare"                            | 2013   | Ина                   | Нема                          | Богдан Дарагиу / Калид Моктар                               |
| "Be My Lover"                          | 2013   | Ина                   | Нема                          | Непознато                                                   |
| "Be My Lover" (Ремикс)                 | 2013   | Ина                   | Хуан Маган                    | Непознато                                                   |
| "In Your Eyes"                         | 2013   | Ина                   | Јандел                        | Барна Немети                                                |
| "Cola Song"                            | 2014   | Ина                   | Џеј Балвин                    | Џон Перез                                                   |
| "Good Time" (Lyrics video)             | 2014   | Ина                   | Питбул                        | Богдан Дарагиу                                              |
| "Good Time"                            | 2014   | Ина                   | Питбул                        | Барна Немети                                                |
| "Fata din rândul trei"                 | 2014   | Ина                   | Нема                          | Богдан Дарагиу                                              |
| "Strigă!"                              | 2014   | Пуја                  | Ина                           | Маријан Кристан / Тудор Мирцеа / Богдан Дарагиу / Џон Перез |
| "Diggy Down"                           | 2014   | Ина                   | Маријан Хил                   | Михаел Мирцеа                                               |
| "Diggy Down" (Ремикс)                  | 2014   | Ина                   | Маријан Хил / Јандел          | Непознато                                                   |
| "Fie ce-o fi"                          | 2014   | Дара                  | Ина / Антонија / Карлас Дримс | Богдан Дарагиу                                              |
| "Summer in December"                   | 2014   | Моранди               | Inna                          | Михаел Мирцеа                                               |
| "Mai stai"                             | 2015   | Трај Суд Ест          | Inna                          | Богдан Дарагиу                                              |
| "We Wanna"                             | 2015   | Александра Стан / Ина | Деди Јанки                    | Калид Моктар / Дејвид Гал / Димитри Сасеауне                |
| "Bop Bop"                              | 2015   | Ина                   | Ерик Тарнер                   | Димитри Сасеауне / Џон Перез / Дејвид Гал                   |
| "Te rog"                               | 2015   | Карлас Дримс          | Ина (анкредитед)              | Роман Бурлака                                               |
| "Yalla"                                | 2015   | Ина                   | Нема                          | Барна Немети                                                |
| "Rendez Vous"                          | 2016   | Ина                   | Нема                          | Мајкл Ебт / Џон Перез                                       |
| "Bad Boys" (Онлајн видео)              | 2016   | Ина                   | Нема                          | Калид Моктар                                                |
| "Call the Police"                      | 2016   | Џи Грлс               | Нема                          | Роман Бурлака                                               |
| "Heaven"                               | 2016   | Ина                   | Нема                          | Џон Перез                                                   |
| "Say It With Your Body" (Онлајн видео) | 2016   | Ина                   | Нема                          | Непознато                                                   |
| "Cum ar fi?" (Глобална сесија)         | 2016   | Ина                   | Нема                          | Калид Моктар                                                |
| "Gimme Gimme"                          | 2017   | Ина                   | Нема                          | Едвард Анинару                                              |
| "Milk & Honey"                         | 2017   | Џи Грлс               | Нема                          | Јонут Трандафир                                             |
| "Show Me the Way"                      | 2017   | Марко и Себа          | Ина                           | Калид Моктар                                                |
| "Tu şi eu"                             | 2017   | Карлас Дримс          | Ина                           | Роман Барлака                                               |
| "Ruleta"                               | 2017   | Ина                   | Ерик                          | Барна Немети                                                |
| "Fade Away"                            | 2017   | Сем Фелд              | Лаш и Сајмон / Ина            | Непознато                                                   |
| "Nota de plată"                        | 2017   | Ди Мотанс             | Ина                           | Јонут Трандафир                                             |
| "Nirvana"                              | 2017   | Ина                   | Нема                          | Богдан Паун                                                 |
| "Me Gusta"                             | 2018   | Ина                   | Нема                          | Барна Немети                                                |
| "Pentru că"                            | 2018   | Ина                   | Ди Мотанс                     | Богдан Паун                                                 |
| "No Help"                              | 2018   | Ина                   | Нема                          | Богдан Паун                                                 |
| "Ra"                                   | 2018   | Ина                   | Нема                          | Богдан Паун                                                 |